# Konstantinos Fykas
Konstantinos Fykas es un deportista griego que compitió en natación adaptada. Ganó cinco medallas en los Juegos Paralímpicos de Verano entre los años 1996 y 2004.

## Palmarés internacional
| Juegos Paralímpicos | Juegos Paralímpicos      | Juegos Paralímpicos | Juegos Paralímpicos |
| Año                 | Lugar                    | Medalla             | Prueba              |
| ------------------- | ------------------------ | ------------------- | ------------------- |
| 1996                | Atlanta (Estados Unidos) | Medalla de plata    | 50 m libre S8       |
| 2000                | Sídney (Australia)       | Medalla de oro      | 50 m libre S8       |
| 2000                | Sídney (Australia)       | Medalla de oro      | 100 m libre S8      |
| 2004                | Atenas (Grecia)          | Medalla de plata    | 50 m libre S8       |
| 2004                | Atenas (Grecia)          | Medalla de plata    | 100 m libre S8      |